# Fjodor Filippovič Koňuchov
Fjodor Filippovič Koňuchov, rusky Фёдор Филиппович Конюхов (* 12. prosince 1951 Záporožská oblast) je ruský cestovatel, spisovatel, umělec a kněz ukrajinské pravoslavné církve (Moskevský patriarchát). Jako první Rus absolvoval cestovatelský Grand Slam, tedy navštívil Severní, Jižní pól a "Korunu Země", to je všech 7 nejvyšších vrcholů jednotlivých kontinentů. Je zasloužilým Mistrem sportu Sportovního cestovního ruchu (1989), členem Svazu výtvarných umělců, Svazu spisovatelů Ruska a ruského Svazu novinářů.

## Život
Vystudoval městskou umělecko-technickou odbornou školu № 15 v Babrujsku (obor řezbář-inkrustátor), pak Oděskou námořní školu (jako navigátor) a později i teologický seminář v Petrohradě.
Sloužil v Baltské flotile v Kaliningradu. Během jeho působení ve flotile došlo ke konfliktu, kdy při šikanování jednomu ze starších vojáků vylil na hlavu hrnec s horkou polévkou. Z vyprávění veteránů Fjodora Koňuchova ho zachránili strážníci a kapitán třetí třídy (v ruském námořnictvu hodnost odpovídající hodnosti majora v armádě a letectvu), který ho povolal do speciální jednotky pro dodávku munice Vietkongu. Následně sloužil dva a půl roku jako námořník na lodi ve Vietnamu.
V roce 1983 byl přijat do Unie výtvarných umělců Ruska (jako nejmladší v té době). Od roku 1996 je členem moskevské Unie výtvarných umělců v sekci Grafika a od roku 2001 i v sekci Sochařství. Je autorem více než tří tisíců obrazů a ilustrací, vystavovaných na ruských a mezinárodních výstavách. Je též autorem 10 knih a spolu s manželkou je spoluautorem dalších tří knih a cestovatelského Deníku Fjodora Koňuchova.
Jako jachtař dokončil 5 plaveb kolem světa, přeplavil se sedmnáctkrát přes Atlantský oceán, z toho jednou na veslici. Na níž přeplavil i Tichý oceán. Do svých 50 let si připsal na konto více než 40 unikátních expedic a výstupů. Od roku 1998 je vedoucím Laboratoře dálkového vzdělávání v extrémních podmínkách v Akademii moderní humanistiky v Moskvě.
Dne 22. května 2010 byl vysvěcen na jáhna. V souvislosti s přijetím vysvěcení se rozhodl ukončit cestování. Dne 20. června 2010 ruský tisk zveřejnil zprávu, že v srpnu pojede na žádost etiopské vlády na novou výpravu do Etiopie, aby vytvořil trasu, která v budoucnu může být použita organizacemi cestovního ruchu.
Plně vysvěcen na kněze byl 19. prosince 2010.
Je ženatý s Irinou Anatoljevnou Koňuchovou, se kterou má dva syny (Oskara a Nikolaje) a dceru (Taťjanu). Jeho bratr Pavel je také významný ruský cestovatel, spisovatel, umělec a fotograf.

### Ve filmu
V roce 2021 s ním natočila režisérka Taťjana Mirošniková dokumentární film Pokoritěl stichij. V roce 2023 měl premiéru hraný film ruského režizéra Igora Vološina Povelitěl vetra, roli Koňuchova sehrál Fjodor Bondarčuk.